# Hartmannstraße (Bad Kissingen)
Die Hartmannstraße befindet sich in Bad Kissingen, der Großen Kreisstadt des unterfränkischen Landkreises Bad Kissingen und beherbergt mehrere Baudenkmäler des Ortes.

## Geschichte
Die Hartmannstraße beginnt an der Von-Hessing-Straße und mündet in die Kapellenstraße. Die Hartmannstraße wurde mit den Neubau der Herz-Jesu-Stadtpfarrkirche neu angelegt.
So wie in der parallel verlaufenden Erhardstraße sowie in der Bibrastraße entstanden auch in der Hartmannstraße in der Zeit zwischen 1880 und 1914 in der Folge des florierenden Kurbetriebes größere villenviertelartige Siedlungen in Form von Villen, Einzelwohnungs- und Mietshäusern, die vom Klassizismus über den Historismus und den Jugendstil zum Heimatstil ein großes Spektrum an rasch wechselnden Architekturstilen und -moden abdeckten.
| Foto | Adresse                 | Anmerkung                                                                      |
| ---- | ----------------------- | ------------------------------------------------------------------------------ |
|      | Hartmannstraße 10       | Villa Marienruh, 1899                                                          |
|      | Hartmannstraße 11       | Wohnhaus, 1890; Rückgebäude Haus Mainberger, 1908 (Architekt: Carl Krampf)     |
|      | Hartmannstraße 17       | Wohnhaus, 1905                                                                 |
|      | Hartmannstraße 20       | Wohnhaus, 1905 (Architekt: Carl Krampf)                                        |
|      | Hartmannstraße 24       | Wohngebäude Haus Burgfried, 1901                                               |
|      | Hartmannstraße 25       | Ehemaliges Verwaltungsgebäude des Roten Kreuzes, 1899 (Architekt: Carl Krampf) |
|      | Hartmannstraße 26a, 26b | Wohnhaus, um 1910                                                              |
|      | Hartmannstraße 27       | Wohnhaus, 1903                                                                 |
|      | Hartmannstraße 28       | Wohnhaus, 1911 (Architekt: Franz Krampf)                                       |
|      | Hartmannstraße 30       | Wohnhaus, 1911 (Architekt: Carl Krampf)                                        |